# جایزه فیلم و تلویزیون ایرلند
جایزهٔ فیلم و تلویزیون ایرلند (به انگلیسی: Irish Film & Television Awards) مهمترین مراسم اهدای جوایز سینمایی و تلویزیونی ایرلند است که نخستین بار در سال ۲۰۰۳ برگزار شد. در مراسم اهدای این جوایز (IFTA) که سالانه برگزار می‌شود از انجمن‌های برتر فیلم و تلویزیون ایرلند تقدیر می‌شود.
مراسم اهدای این جایزه معتبرترین رویداد مربوط به جوایز ایرلند در نظر گرفته می‌شود و می‌توان گفت که این جایزه برای ایرلندی‌ها معادل جایزهٔ اسکار در آمریکا می‌باشد.